# Whitehorse
Whitehorse Yukon territórium székhelye és Észak-Kanada legnagyobb városa. 1898-ban alapították, Yukon déli részén. 1950-ben kapott városi rangot. Whitehorse belvárosa és Riverdale nevű városrésze a Yukon folyó két partján helyezkedik el, mely folyó Brit Kolumbiában ered, és Alaszkában folyik bele a Bering-tengerbe. 
A város a Whitehorse-völgyben fekszik, a Csendes-óceánhoz való viszonylag közeli fekvése miatt az éghajlata enyhébb, mint a többi északi területeken fekvő településekéhez képest. Ezen a szélességi fokon a téli napok rövidek, míg a nyári napokon körülbelül 19 órán keresztül van fent a nap. A Guinness Rekordok Könyve szerint Whitehorse a világ legkevésbé légszennyezett városa.
A 2021-es kanadai népszámláláskor a lakosság 28 201 fő volt a város határain belül és 31 913 fő a teljes területén. Ez Yukon teljes lakosságának körülbelül 70-79 százalékát teszi ki.

## Fordítás
Ez a szócikk részben vagy egészben  a   Whitehorse című angol Wikipédia-szócikk ezen változatának fordításán alapul.  Az eredeti cikk szerkesztőit annak laptörténete sorolja fel. Ez a jelzés csupán a megfogalmazás eredetét és a szerzői jogokat jelzi, nem szolgál a cikkben szereplő információk forrásmegjelöléseként.